# Orthocentrus insularis
Orthocentrus insularis är en stekelart som beskrevs av William Harris Ashmead 1894. Orthocentrus insularis ingår i släktet Orthocentrus och familjen brokparasitsteklar. Inga underarter finns listade i Catalogue of Life.